# Mouvement pour la destitution de George W. Bush

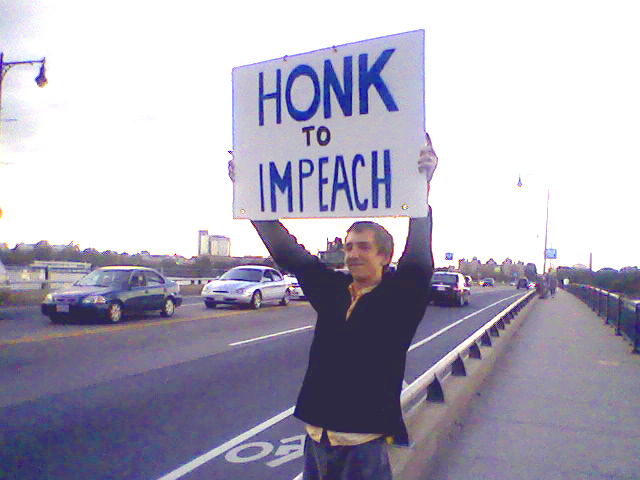
Un manifestant à Boston demande aux automobilistes aux heures de pointe de klaxonner pour soutenir la destitution (impeachment) du président George W. Bush, le 28 septembre 2007.

Le mouvement pour la destitution de George W. Bush (Movement to impeach George W. Bush), 43e président des États-Unis, est une série d'actions et de prises de positions publiques et privées soutenant la destitution (impeachment) du président des États-Unis George W. Bush. Cette expression est aussi utilisée de manière plus large en parlant de mouvement social et des données des sondages d'opinion. Cela inclut autant des républicains que des démocrates et indique un degré de soutien populaire à la destitution du président. Les raisons invoquées sont des doutes à propos de la légitimité, de la légalité et de la constitutionnalité de l'invasion de l'Irak et la controverse du programme de surveillance électronique des citoyens américains par la NSA.
Des sondages de 2007 montrent un soutien du public allant de 39 % à 45 % en faveur de la destitution, et de 46 % à 55 % opposé. Le comité judiciaire de la Chambre des représentants ne le prend pas en compte et la procédure n'est pas mise en œuvre. Le leadership du Parti démocrate indique ne pas avoir une quelconque intention de le destituer.
Le 9 juin 2008, Dennis Kucinich annonce officiellement son intention de présenter 35 articles d'impeachment contre George W. Bush à la chambre de représentants. Le 10 juin, alors que le membre du Congrès Robert Wexler se joint à Kucinich pour soutenir la résolution, Kucinich présente sa résolution devant une chambre presque vide. 
Le greffier met un peu moins de quatre heures pour lire la résolution officielle. Le 11 juin, dès qu'il a terminé, Kucinich lui-même demande le renvoi de la résolution devant le comité judiciaire. La Chambre vote le renvoi à 251 voix contre 166 le 25 juillet.